# Maurice Bonham Carter
Sir Maurice Bonham Carter KCB KCVO (* 11. Oktober 1880 in London; † 7. Juni 1960) war ein britischer Politiker (Liberal Party).

## Leben und Wirken
Bonham Carter wurde 1880 als zweiter Sohn von Henry Bonham Carter und seiner Ehefrau Sibella Charlotte Norman geboren. 
Nach dem Besuch des Winchester College und dem Studium an der University of Oxford, wo er sich einen Namen als Cricketspieler machte, begann er, sich politisch zu betätigen. Als Angehörigerer der Liberalen Partei übernahm er von 1910 bis 1916 den Posten des Privatsekretärs des Premierministers Herbert Henry Asquith, in dessen Regierung er dadurch eine wichtige administrative Rolle spielte.
1916 wurde er als Knight Commander des Order of the Bath geadelt. 1917 wurde er zudem als Knight Commander in den Royal Victorian Order aufgenommen.
Aus Bonham Carters 1915 geschlossener Ehe mit Violet Asquith, der Tochter seines Vorgesetzten, gingen vier Kinder hervor:  Helen Bonham Carter, Mark Bonham Carter, Raymond Bonham Carter und Laura Bonham Carter. Die Schauspielerin Helena Bonham Carter ist seine Enkelin. 
Bonham Carter starb 1960. Sein Leichnam wurde auf dem Mells Friedhof in Somerset beigesetzt.